# Eugène Poujade
Eugène Poujade (n. 15 ianuarie 1815, Port Louis, Mauritius – d. 6 martie 1885) a fost un diplomat francez.
Valul de revoluții europene de la 1848-1849 a cuprins și spațiul românesc. Revoluțiile din Principatele Române au fost însă înăbușite rapid prin intervenția forțelor „curților conservatoare”, iar convenția de la Balta-Liman de la 1 mai 1849 restabilea condominiumul ruso-otoman în Principate . Acest document stabilea statutul Moldovei și Munteniei după revoluție, căzându-se de acord ca domnitorii să fie numiți de către cele două puteri, suzerană și protectoare, pe o durată de șapte ani. Domnii Convenției de la Balta-Liman au fost Grigore Alexandru Ghica în Moldova și Barbu Știrbei în Muntenia.
În aceste împrejurări, Franța își schimbă reprezentanții în Țările Române, pe Guéroult de la Iași și De Niou de la București . Franța începuse să acorde o atenție mai mare Principatelor, fapt ușor sesizabil după încheierea tratatului de la Adrianopol, când este instituită funcția de consul general în Principate pentru reprezentantul francez de la București . În aceeași perioadă bugetele consulatelor franceze sunt mărite , iar funcțiile diplomatice în Principate încetează a mai fi atribuite unor funcționari limitați, în 1839 consul general al Franței fiind numit Adolphe Billecocq, „un personaj ambițios” și având o carieră diplomatică pertinentă (fost agent în Suedia și secretar de ambasadă la Constantinopol) . În aceeași direcție se înscrie și numirea lui Eugène Poujade în 1849 în funcția de consul general al Franței în Principatele Române.
Eugène Poujade intră în Principate, trecând din Viena spre Moldova prin Cracovia și Galiția, deoarece revoluția ungară, nereprimată la acea dată, întrerupea căile directe de comunicație spre București . Ajuns la Iași, diplomatul francez se îndreaptă înspre București, unde își ia în primire postul la 20 iulie 1849 . De aici, pentru a cunoaște realitățile unei regiuni despre care Occidentul crease o imagine paralelă, confuză, respectând destul de puțin adevărul, el pleacă într-o excursie de informare în cele două Principate. Datele culese în urma acesteia îi vor putea permite să își formeze o imagine de ansamblu asupra Moldovei și Munteniei și asupra responsabilităților pe care le are ca reprezentant oficial al Franței.
Astfel, în data de 23 iulie 1849 el îi trimite un raport lui Tocqueville prin care prezintă aprecierile lui si ale locuitorilor asupra „domnilor de la Balta-Liman” . Se face o diferență între Grigore Alexandru Ghica și Barbu Știrbei, moldovenii explicând numirea lui Grigore Ghica ca domnitor în Moldova prin faptul că, pentru a-l avea în sfera de influență a sa pe Barbu Știrbei, Rusia a stăruit asupra numirii acestuia pe tronul Munteniei, cedând în cazul celui dintâi. Ghica se bucură astfel de o mai mare popularitate în rândul locuitorilor decât Știrbei, iar aceasta nu datorită capacităților ori inteligenței în afaceri, care, precizează Poujade, nu îi lipsesc lui Știrbei, care e cunoscut drept unul dintre cei mai luminați din Muntenia, dar i se reproșează acestuia lipsa totală de independență. Și Keith Hitchins este de părere că Barbu Știrbei a fost desemnat domnitor în Tara Românească datorită disponibilităților pe care le-a arătat în a servi interesele rusești.
În ciuda faptului că Știrbei era cunoscut drept un administrator eficient, el manifesta un conservatorism convins față de aspectele politice și sociale ale reformelor. Mai mult, el a conservat pentru un timp intactă administrația caimacamului Cantacuzino. Aceste lucruri au provocat aversiunea și opoziția constantă a pașoptiștilor din exil . Dar Știrbei nu îi avea numai pe aceștia printre dușmani. Viața politică frământată a jumătății de secol XIX a favorizat constituirea „partidelor” care promovau câte un lider pentru ocuparea tronului. 
Printre aceste „partide” se afla și „partida Ghica” , condusă de Constantin Grigore Ghica, cel mai mare fiu al primului domn pământean după domniile fanariote în Muntenia, Grigore IV Ghica. El se baza în principal pe Eugène Poujade, care îi devine ginere prin căsătoria cu Maria Ghica după venirea lui la București. Intrând în familia Ghica, Poujade devenea un sprijin natural, firesc al socrului său și a depus eforturi consistente pentru a-l aduce pe tron . Astfel se explică aversiunea diplomatului francez față de Barbu Știrbei,  promovându-l pe Constantin Ghica drept singurul capabil să conducă Muntenia . Deși Barbu Știrbei a încercat o politică de împăcare cu partida Ghica, prin restaurarea în funcția de spătar pe Constantin Ghica , conflictul dintre cele două tabere a continuat.
Multe dintre intrigile boierilor munteni nu erau străine de consulul general francez. Ion Ghica era și el la curent cu opoziția lui Poujade condusă de propria familie contra lui Barbu Știrbei, străduindu-se la rându-i chiar să îi ofere un aspect național. Ion Ghica chiar vedea în diplomatul francez principalul artizan al dezertării unor mari boieri români din tabăra rusofilă .
Francezul se numără și printre partizanii unirii Moldovei și Munteniei. La câteva luni de la venirea sa în Principate, la 27 octombrie 1849, Poujade trăgea un semnal de alarmă relativ la pericolul rusesc, susținând față de ministerul său de resort că există o singură soluție pentru anihilarea influenței exclusive a Rusiei și pentru a-i opune acesteia o barieră impenetrabilă: renunțarea de către Principate la drepturile lor de suveranitate, incontestabile de altfel, dar care nu le oferă securitate și determinarea Marilor Puteri să contribuie la formarea unui stat independent sub un principe european și a cărui neutralitate să fie solemn garantată .  Această idee apare în mod recurent la Poujade – , în 1853 , în 1857 în Revue Contemporaine  și în 1859, atunci când la Paris a apărut cartea sa.
Tot el a reclamat necesitatea realizării imediate a unor reforme politice, economice și sociale în Principatele Române. Într-un memoriu adresat lui Barbu Știrbei din februarie 1850 el punea accent pe oportunitatea rezolvării imediate a problemelor sociale prin îmbunătățirea relațiilor dintre cultivatori și proprietari și diminuarea obligațiilor țăranilor dependenți.
Eugène Poujade și-a manifestat adesea îngrijorarea față de ocupațiile străine din Principate. El aprecia că armatele de ocupație ruso-turce după Balta-Liman erau o forță care „strivește țara, în loc a o proteja” . Consulul general francez era neliniștit și din cauza lipsei de considerație a oficialilor turci și ruși față de domnitorii români. Atunci când l-a întrebat pe generalul rus Dannemberg care era statutul domnitorului Țării Românești, el află cu stupoare că acesta este considerat un subprefect. El semnala acest lucru guvernului său într-un raport: „Este ceva ciudat în situația Principatelor. Unde este adevărata guvernare? Este ea în mâinile domnului, ale comisarului otoman sau ale comisarului rus? Fiecare își exercită puterea rând pe rând sau împreună”.
Ocuparea Principatelor de către ruși în contextul declanșării războiului Crimeii  a coincis cu o înrăutățire a raporturilor dintre reprezentanții consulari ai Marilor Puteri și domnitori, în special la București . Sprijinul pe care îl acorda partidei Ghiculeștilor îl punea în dezacord pe Poujade cu titularul tronului Munteniei cu atât mai mult cu cât Barbu Știrbei ducea o politică polivalentă, indecisă. Atunci când domnitorul muntean era nevoit să părăsească Țara Românească, în 1853, consulul general francez nu a încercat să facă nici un gest în sensul sprijinirii lui Știrbei . Mai mult, Poujade a apelat frecvent la mijloace nepotrivite funcției sale. 
Pentru a scăpa de acest fervent oponent, Barbu Știrbei s-a văzut nevoit să apeleze la autoritățile pariziene, semnalând-le politica de familie pe care o ducea reprezentantul francez de la București. Îl trimite pe fiul său, George, la Paris cu misiunea de a obține revocarea din funcție a lui Poujade . George Știrbei înmânează secretarului de stat francez Plagino la 17 noiembrie 1854 un memoriu, în fapt un veritabil și irefutabil rechizitoriu la adresa consulului general francez . Acesta era acuzat că, aflat între influența soției și bunicei sale, Maria Ghica (Hangerli), le acceptă ideile și, considerându-se arbitrul destinelor franceze în Principate, el urmărește realizarea planului personal: întărirea puterii prințului Ghica în Moldova și pregătirea ridicării unui Ghica în Valahia, loc ce părea „rezervat” beizadelei Constantin Ghica. După aceste etape, el urma să antreneze politica occidentală în a crede că familia Ghica este singura în drept a ocupa tronul moldo-vlah. George Știrbei menționa că pentru atingerea acestui obiectiv socrul lui Poujade s-a străduit să rămână „independent”, el trebuind să nu apară favorabil nici unei părți implicate în conflictul nou declanșat. De asemenea, era precizat în memoriu că după plecarea lui Știrbei, Poujade a mers la Constantinopol pentru a pregăti terenul. Acuzațiile erau grave, deoarece se insinua că   s-a ajuns la un compromis cu lordul Redcliffe pentru susținerea unui candidat comun în persoana lui Ion Ghica, fapt ce făcea posibilă înlocuirea influenței ruse din Principate cu una britanică. Salonul Mariei Poujade de la Paris contribuia și el la formarea unei opinii favorabile obiectivelor familiei sale. Însă poate cea mai concretă probă a purtării lui Poujade a fost reprezentată de notele de mână ale acestuia către un publicist pe care George Știrbei le pune la dispoziția lui Plagino, fapt care releva lipsa de disciplină a reprezentatului francez de la București.
În finalul memoriului său, fiul lui Barbu Știrbei reclama „un act de justiție și imparțialitate”, solicitând înlocuirea lui Poujade dacă nu cu o persoană favorabilă domnitorului muntean, măcar neutră față de frământările interne .
În urma acestui demers, Barbu Știrbei obține rechemarea lui Eugène Poujade la 27 decembrie 1854 . Locul său este luat de Béclard, care a întreținut raporturi bune cu Barbu Știrbei. La rândul său, domnitorul muntean a căutat să cultive relația cu Franța, iar fiului său, George, însuși Louis Napoleon Bonaparte i-a aprobat cererea de efectuare a unui stagiu în armata franceză .
Chiar și aflat la Paris, Poujade nu a contenit să își sprijine familia din România. Astfel, el îl anunța pe caimacamul Alexandru D. Ghica în 1857 printr-o scrisoare că ar putea influența presa germană și engleză în favoarea partidei Ghica și ar reuși să creeze relații printre diplomații străini în capitala franceză în favoarea rudelor sale, doar că i-ar trebui și mijloace financiare pe măsură.